# Прапор Ульяновської області

Прапор Ульяновської області

Прапор Ульяновської області є офіційним символом Ульяновської області. Затверджений Законом області № 010-З0 від 3 березня 2004 року.

## Опис
Прапор Ульяновської області — прямокутне полотнище білого кольору зі співвідношенням довжини прапора до його ширини 3:2.
У верхній частині прапора розташоване біле поле, що займає 2/3 його ширини. На білому полі в центрі зображений герб Ульяновської області. У нижній частині прапора по всій довжині розташовані подвійна блакитна (синя, лазурова) хвиляста смуга й червона смуга, відділена від блакитною вузькою білою смугою.